# تدفق التربة

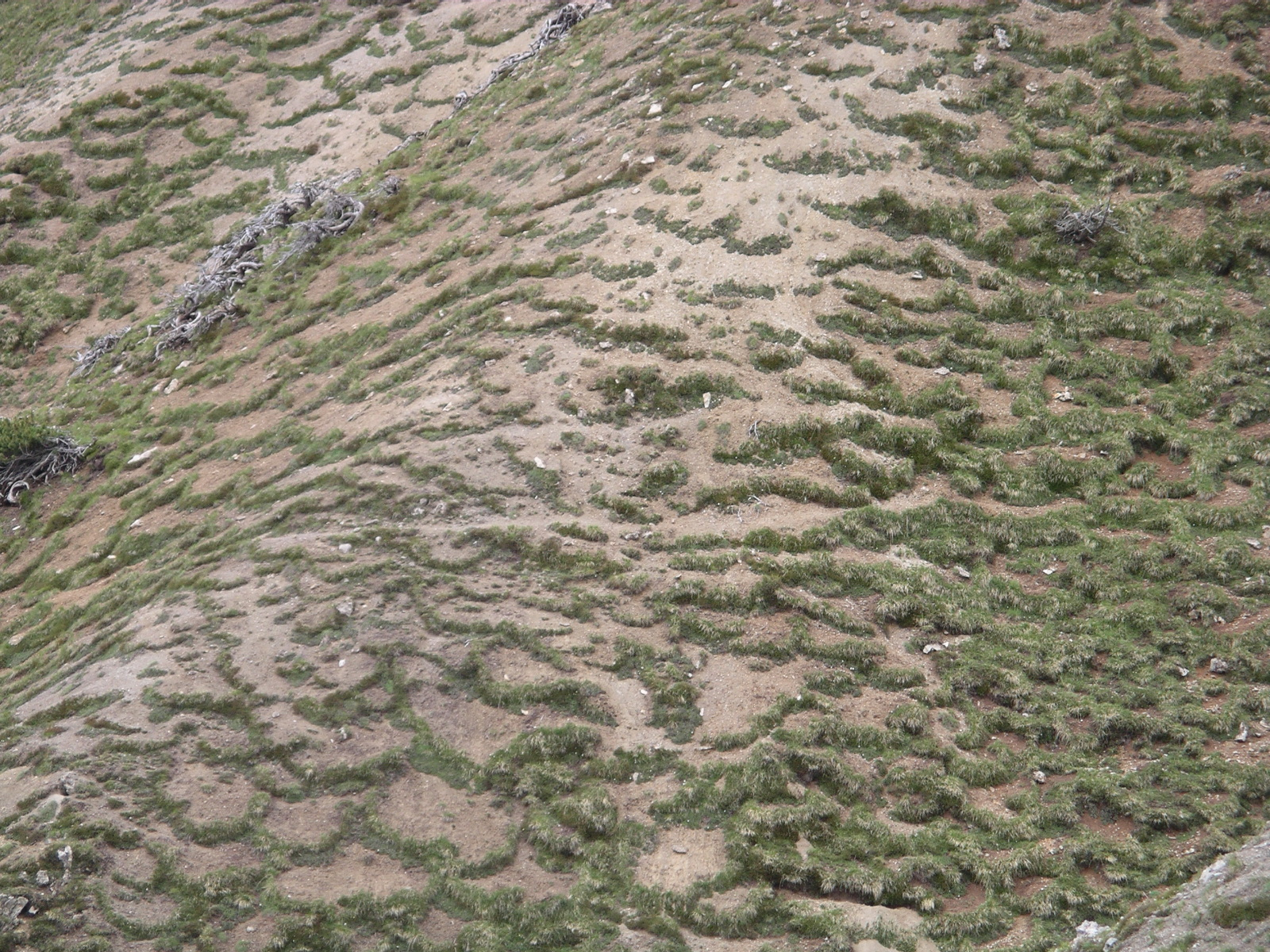
تدفق التربة في الحديقة الوطنية السويسرية.

تدفق التربة أو زلقها أو انزلاقها أو الزحف التدريجي للتربة (بالإنجليزية: Solifluction)‏، هي أسماء جماعية لحركة تدريجية بطيئة لتربة رطبة فوق طبقة متجمدة تمنع تسرب المياه. وبمعنى آخر هو عبارة عن حركة انسياب بطيئة للتربة وبعض مفتتات الصخور المشبعة بالمياه الناتجة عن ذوبان الثلوج . لذلك فهي لا تحدث إلا في المناطق الجليدية وشبه الجليدية.